# Exame vaginal

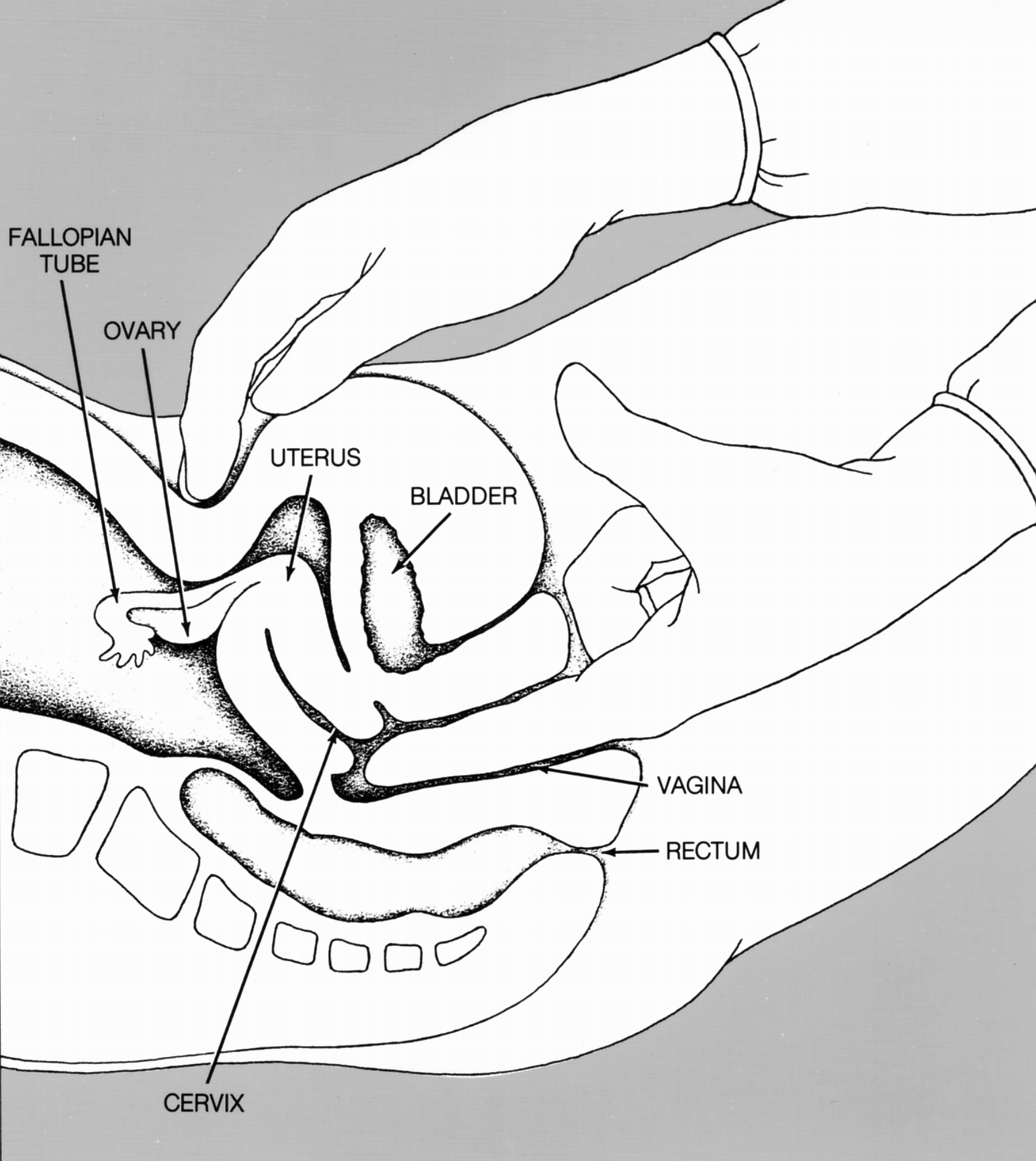
Ilustração de palpação durante um exame vaginal

Um exame vaginal, também denominado toque vaginal, é um exame físico dos órgãos pélvicos internos e externos da mulher. É usado com frequência em ginecologia para avaliar os sintomas que afetam os sistemas reprodutor e urinário, como dor, hemorragias, corrimento, incontinência urinária ou trauma físico resultante de agressão sexual. Pode também ser realizado como forma de avaliar a anatomia de uma paciente antes de uma intervenção médica. O exame pode ser realizado com a paciente desperta numa clínica ou serviço de urgência, ou sob o efeito de anestesia numa sala de operações.
As componentes mais comuns do exame são o exame externo, para avaliar os órgãos genitais externos; o exame interno com palpação, para avaliar o útero, ovários e trompas de Falópio; e o exame interno com espéculo para observar a parede vaginal e o colo do útero. Durante o exame podem ser recolhidas amostras de células e fluidos para rastreio de infeções sexualmente transmissíveis ou cancro.
Alguns médicos realizam exames vaginais integrados numa rotina de cuidados preventivos. No entanto, em 2014 o American College of Physicians publicou recomendações contra o recurso a exames vaginais de forma rotineia em mulheres adultas que não estejam grávidas nem tenham sintomas, exceto nos exames de rastreio de cancro do colo do útero. Um exame vaginal pode ser bastante desconfortável em termos físicos e emocionais. Este desconforto pode ser mitigado com comunicação adequada e técnica cuidadosa.